# 草川隆
草川 隆（くさかわ たかし、1935年 - 2022年）は、日本の推理作家、SF作家、ノンフィクション作家。日本推理作家協会会員。

## 略歴
東京生れ。國學院大學国文科卒業。1968年にSF同人誌「宇宙塵」に連載した長編「時の呼ぶ声」でデビュー。「アポロは月に行かなかった」「幽霊は夜唄う」などのSFやホラーを発表。1986年には本格推理小説「個室寝台殺人事件」を発表し、以降はトラベル・ミステリー作品を多数発表。
2022年都内の施設で死去。

## 著書

### 単著

#### 小説
- 『アポロは月に行かなかった』（栄光出版社） 1970
- 『小説ビートルズ』 （秋元書房、秋元文庫) 1976
- 『小説ビートルズの栄光』（秋元書房、秋元文庫) 1977
- 『小説ジェームス・ディーン』（秋元書房、秋元文庫) 1978
- 『妖界天女』（有楽出版社） 1986

#### 推理小説
- 『個室寝台殺人事件』（栄光出版社、エイコー・ノベルズ) 1986
『個室寝台殺人事件』（広済堂出版、広済堂文庫ミステリー&ハードノベルス) 1991
- 『無縁坂殺人事件』（栄光出版社、エイコー・ノベルズ) 1987
『無縁坂殺人事件』（広済堂出版、広済堂文庫ミステリー&ハードノベルス) 1990
- 『寝台特急出雲殺人事件』（青樹社、Big books) 1987
- 『L特急「あずさ」の殺人』（双葉社、Futaba novels)  1987、のち文庫
- 『個室寝台「あさかぜ」殺人事件』（栄光出版社、エイコー・ノベルズ) 1988
- 『急行<アルプス82号>の殺人』（双葉社、Futaba novels)  1988
- 『寝台特急<はやぶさ>の殺人』（双葉社、Futaba novels)  1989、のち文庫
- 『東京発14時8分の死角』（立風書房、Rippû novels) 1989
- 『寝台特急富士で消えた女』（青樹社、Big books) 1989
- 『二階建<ひかり>号の殺人』（双葉社、Futaba novels)  1990、のち文庫
- 『L特急<かいじ>に消えた女』（双葉社、Futaba novels)  1990、のち文庫
- 『函館発北斗星2号の死角』（立風書房、Rippû novels) 1990
- 『京都発ひかり252号の死角』（立風書房、Rippû novels) 1990
- 『横浜異人館の少女』（青樹社、Big books) 1990
- 『寝台特急<エルム>の殺人』（双葉社、Futaba novels)  1991、のち文庫
- 『夜行寝台ゆうづる殺人事件』（青樹社、Big books) 1991
- 『ひかり223号逆転殺人』（広済堂出版、Kosaido blue books) 1991
- 『東北新幹線<やまびこ>の殺人』（双葉社、Futaba novels)  1992
- 『新大阪発21時18分の死角』（立風書房、Rippû novels) 1992
- 『寝台特急「富士」の殺人者』（広済堂出版、Kosaido blue books) 1992
- 『寝台特急<北陸>の殺人』（双葉社、Futaba novels)  1993
- 『特急白鳥 北陸路殺人事件』（青樹社、Big books) 1994
- 『特急「あけぼの」みちのく殺人』（広済堂出版、Kosaido blue books) 1994
- 『松本発あずさ 殺意の信濃路』（青樹社、Big books) 1995
- 『寝台特急出雲 殺意の山陰路』（青樹社、青樹社文庫) 1996
- 『特急あさま 殺意の信越本線』（青樹社、Big books) 1996
- 『「萩原朔太郎」殺人事件』（祥伝社、Non novel） 1996
- 『永井荷風・秘本の殺人』（祥伝社、Non novel） 1997
- 『東北新幹線 奥の細道殺人行』（青樹社、Big books) 1998
- 『上越新幹線 信濃川殺人事件』（青樹社、Big books) 1999
- 『信州伊那谷殺人事件』（コスミックインターナショナル、コスモノベルス) 2002

#### ジュブナイル
- 『時の呼ぶ声』（三一書房、さんいちぶっくす) 1968
- 『テミスの無人都市』（金の星社、少年少女21世紀のSF9）絵：上矢津  1969
- 『ロック島の冒険』（朝日ソノラマ、サンヤングシリーズ37)　絵：中村英夫　1972
- 『まぼろしの支配者』（岩崎書店、SF少年文庫29） 絵：金森達 1973
『まぼろしの支配者』（岩崎書店、SFロマン文庫) 1986
- 『ロボット犬の反乱』（秋元書房、秋元文庫) 1975
- 『学園魔女伝説:SF』（秋元書房、秋元文庫) 1979
- 『コミックからの侵略』（秋元書房、秋元文庫) 1981
- 『学園変身伝説:SF』（秋元書房、秋元文庫) 1982
- 『二つの学園:SF』（秋元書房、秋元文庫) 1982
- 『夢の侵入者』（朝日ソノラマ、ソノラマ文庫) 1982
- 『学園アイドル伝説:SF』 （秋元書房、秋元文庫) 1983
- 『奇蹟の油彩画』（朝日ソノラマ、ソノラマ文庫) 1983
- 『危険なアイドル』（朝日ソノラマ、ソノラマ文庫) 1983
- 『学園ポップス伝説:SF』（秋元書房、秋元文庫) 1984
- 『異郷の扉』（朝日ソノラマ、ソノラマ文庫) 1984
- 『幽霊は夜唄う』（双葉社、Futaba novels） 1984、のち文庫
- 『悪夢への鎮魂曲』（朝日ソノラマ、ソノラマ文庫) 1985

#### その他
- 『女の残酷風土記：奇習と伝説のふるさと巡り』（日本文芸社） 1971
- 『とてもこわい幽霊妖怪図鑑』（朝日ソノラマ） 1974
- 『世界の謎を解く』（秋元書房、秋元文庫) 1976
- 『世界の伝説：語りつがれる好奇とロマンの世界』（永岡書店） 1980
- 『怪奇伝説の謎』（秋元書房、秋元文庫) 1980
- 『幽霊と妖怪の世界：日本の怪談六十話』（永岡書店、ナガオカ入門シリーズ） 1980
- 『動物博学ウオッチング』（広済堂出版、広済堂文庫) 1994

### 共著
- 『理科3年』（学習研究社、学研まんがピッポシリーズ）構成：草川隆等、絵：内山安二等  1973
- 『愛の体験ノート』（秋元書房、秋元文庫) 1981
- 『女子中・高生の愛の体験ストーリー』（秋元書房、秋元文庫)  1983
- 『宇宙塵傑作選：日本SFの軌跡 2』（出版芸術社）編：柴野拓美   1997
- 『自選ショート・ミステリー 2』（講談社、講談社文庫、ミステリー傑作選;特別編 6） 編：日本推理作家協会  2001

### 原作
- 『アフリカの爆弾』（ペップ出版、ペップ・コミック文庫）原作:筒井康隆・草川隆、画:山上たつひこ  1976
- 『半田溶助女狩り：the complete edition』（フリースタイル）画:山上たつひこ 2010：一部の作品の原作
- 『水木しげる漫画大全集070 水木氏のメルヘン全他』（講談社）画：水木しげる  2016：一部の作品の原作